# Heterostachys
Heterostachys ist eine Pflanzengattung in der Familie der Fuchsschwanzgewächse (Amaranthaceae). Es sind strauchige Salzpflanzen mit ungegliederten Sprossachsen und stark reduzierten Blättern und Blüten. Sie kommen in Zentral- und Südamerika vor.

## Beschreibung

### Vegetative Merkmale
Die Heterostachys-Arten sind Halbsträucher oder kleine Sträucher. Die verzweigten Stängel sind kahl und nicht gegliedert. Die Laubblätter stehen wechselständig, sie sind fleischig, kahl, schuppenförmig, den Stängel umfassend, ihre freie Blattspreite ist nur ein bis zwei Millimeter lang.

### Blütenstände und Blüten
Die kugel- bis zapfenförmigen Blütenstände bestehen aus wechselständigen bis fast gegenständigen schuppenförmigen Tragblättern, in deren Achsel jeweils eine einzelne, freie Blüte sitzt. Die zwittrigen Blüten besitzen vier halb miteinander verwachsene, ungleich große Tepalen, zwei Staubblätter und einen Fruchtknoten mit zwei Narben.

### Früchte und Samen
Zur Fruchtzeit wird die Blütenhülle dick und schwammartig. Die Fruchtwand ist häutig. Der Same ist linsenförmig bis keilförmig und besitzt eine höckerige Oberfläche. Der Embryo ist halb-ringförmig, es ist reichlich Nährgewebe vorhanden.

## Verbreitung und Standort
Die Arten von Heterostachys sind in Zentral- und Südamerika verbreitet. Als Salzpflanzen besiedeln sie Küstenlagunen und salzige Stellen im Inland.

## Systematik
Die Gattung Heterostachys wurde 1876 von Franz Ungern-Sternberg aufgestellt. Damit ersetzte er den von ihm 1866 beschriebenen, aber ungültigen Namen Spirostachys Ung.-Sternb. (dieser ist illegitim, weil bereits Spirostachys Sond. existierte). Die Typusart ist Heterostachys ritteriana.
Die Gattung umfasst zwei Arten:
- Heterostachys olivascens (Speg.) Molfino, endemisch in Argentinien (Buenos Aires, Mendoza, Río Negro), in Höhenlagen bis 500 Meter.[5]
- Heterostachys ritteriana (Moq.) Ung.-Sternb., verbreitet in Zentral- und Südamerika (Argentinien und Paraguay).[6]

Heterostachys ist nah verwandt mit Allenrolfea, die ebenfalls in Amerika verbreitet ist. Ihre gemeinsame Abstammungslinie hat sich schon früh entwickelt (im Frühen bis Mittleren Oligozän), im gleichen Zeitraum wie die frühen eurasischen Abstammungslinien der Salicornieae. Vermutlich haben sie Amerika lange vor allen anderen amerikanischen Vertretern der Salicornieae erreicht.